# Туберозный склероз
Туберозный склероз (болезнь Бурневилля) — редкое генетическое заболевание, при котором во множестве органов и тканей образуются доброкачественные опухоли. Полисистемный характер нарушений порождает широкий спектр симптомов — повреждения мозга могут вызвать эпилепсию, снижение интеллекта; поражаются внутренние органы — почки, сердце, лёгкие; характерные новообразования кожи лица и глазного дна могут быть использованы при начальной диагностике.
Первое слово в названии болезни происходит от латинского tuber — нарост, опухоль, и описывает «туберсы» — характерные новообразования в коре мозга больных, обычно на границе серого и белого вещества. Туберсы были впервые описаны французским неврологом Бурневиллем, поэтому иногда болезнь называют его именем.
Были установлены два локуса, связанные с заболеванием, а позднее описаны расположенные в них гены TSC1 и TSC2, кодирующие белки гамартин и туберин. Оба гена принадлежат к числу генов-супрессоров опухолей, в норме не позволяющих развиваться патологиям, ограничивающих избыточный рост тканей.